# Louis Philogène Brûlart de Sillery
Pour les articles homonymes, voir Brûlart et Brûlart de Sillery.
Louis Philogène Brûlart, marquis de Puysieulx, comte de Sillery, né à Paris le 12 mai 1702 et mort dans cette même ville le 8 décembre 1770, est un aristocrate et un diplomate français.

## Biographie
Fils de Carloman Philogène Brûlart, comte de Sillery (1663-1727) et de Marie-Louise Bigot, il se maria le 19 juillet 1722 avec Charlotte Félicité Le Tellier (1708-1783), dont il eut une fille, Adélaïde Félicité.
Il fut également le tuteur de Louis-Roger d'Estampes (1711-1754) dont il s'efforça, dans une très longue procédure où il eut le soutien de Marie-Thérèse d'Estampes de La Ferté-Imbault, de défendre les intérêts du lésé.

## Titulature et fonctions
- marquis de Puysieulx (ou « Puisieux », 1723),
- Secrétaire d'État aux Affaires étrangères du 27 janvier 1747 au 9 septembre 1751 dans le Gouvernement Louis XV, notamment aux conférences de Bréda,
- Chevalier de l'Ordre du Saint-Esprit (1748),
- Chevalier de l'Ordre de Saint-Michel (1748),
- Maréchal de camp,
- ambassadeur de France à Naples (octobre 1735-avril 1739).
- lieutenant général du Bas-Languedoc,
- gouverneur d'Épernay,
- brigadier des armées du roi.